# Tonghe, Guangdong
Tonghe (kinesiska: 同和) är ett stadsdelsdistrikt (jiedao) i sydöstra Kina. Det ligger i stadsdistriktet Baiyun i provinshuvudstaden Guangzhou i provinsen Guangdong.  Antalet invånare är 89 362. Befolkningen består av 40 488 kvinnor och 48 874 män. Barn under 15 år utgör 11,0 %, vuxna 15-64 år 85 %, och äldre över 65 år 3,0 %.